# KKBOX
KKBOX是台灣媒體科技集團KKCompany旗下的串流媒體網站，2005年10月率先在臺灣推出後，陸續於香港、澳門、新加坡、馬來西亞、日本及泰國等地開放服務，後於2016年和2024年12月31日退出泰國、马来西亚市場。目前最大股東為日本KDDI公司。

## 概要

KKBOX目前的軟體圖示。

KKBOX與其他網路上的非法下載、免費檔案或P2P等交換音樂平台（如Foxy）性質不同。其會員每月繳納固定費用（即月租會員），即可自由點播線上目錄中的歌曲。只要是有效會員，就能夠無限次數不須下載線上收聽音樂，或者是下載檔案來聽。而線上目錄所提供的音樂內容皆由原始音樂創作人、製作商、發行出版商的正式授權，以提供經過數位著作權管理（DRM）加密機制的技術，同時結算使用版稅給予音樂商。因此，使用者就算付費，並非取得如購買CD相同的用途權利，下載來的檔案也不能夠完全自由的使用，也不能複製到自己的可攜式媒體播放器中，僅可使用於有支援其附屬程式的移動設備（智能手機）。若透過音樂商店購買下載數位單曲，則不受上述限制，販售方式為單首歌曲均一價格計價（ 2017 年已關閉此服務）。
KKBOX目前為台灣線上數位音樂市場市佔率第一大規模的音樂平台，媒體報導會員數超過千萬、付費用戶達二百萬人，亦為台灣唱片市場、唱片公司新媒體銷售宣傳管道的重要收入來源之一，亦有部分音樂創作人作為發行個人數位音樂創作的管道平台。2007年，中華電信投資入股KKBOX，取得三成股權，同年間接手Yahoo奇摩音樂通頻道成為Yahoo奇摩音樂內容來源。2010年12月，KDDI以6000萬美元入股KKBOX海外控股母公司，KDDI取得76%股權，並將KKBOX納入KDDI電信集團。
截至 2022 為止，KKBOX 的曲庫已經包含超過 9,000 萬首歌。
KKBOX 軟體發展至今，已開發支援多種平台版本，目前支援的平台有 Windows、Mac OS X、iOS、Android、XBOX、Chromecast 等。社群方面包含使用者之間可以交流分享歌單、與歌手或名人一起聽音樂、語音直播聊天室等特色功能。亦有與中華電信合作推出提供商家公播音樂使用的「放心播」設備相關服務、提供寬頻用戶的「Hami+音樂」免費頻道式串流音樂服務 (原稱 hifree)。另曾提供部落格音樂盒，透過HTML碼的技術，使用者可以利用它製作個人化的網頁媒體播放器以及音樂相簿、音樂討論區（目前已關閉此項服務）。
|  |

## 軟體資訊

### 無損音質
KKBOX 在 2020 年 7 月於台灣市場首先推出「Hi-Fi」 無損音質服務，2021 年升級最高支援 24bit / 192kHz 的高解析音質格式「Hi-Res」，讓對音質注重的發燒友獲得超越 CD 音質的聆聽體驗。

### Podcast
KKBOX 於 2020 年 8 月推出 Podcast 服務，只要是 KKBOX 的註冊會員，就能透過 KKBOX app 收聽想聽的 Podcast 節目，所有節目免費隨選即聽。KKBOX 不提供 hosting，和 Apple Podcasts、Spotify、Google Podcasts 一樣作為收聽通路角色，創作者透過提交 RSS Feed 連結上架節目，之後 KKBOX app 就會自動更新 Podcast 集數。
「音樂嵌入」功能是藉由 Firstory 的後台機制串連到 KKBOX 曲庫，音樂與節目的音檔各自獨立，Podcaster 無法下載、剪輯、重製任何一首音樂。聽眾在節目中聆聽歌曲的行為與一般純聽串流音樂的模式相同，因此 KKBOX 非付費用戶可在 KKBOX 上聽到 30 秒短版歌曲，付費用戶則可聽到完整歌曲；而在其他平台如蘋果、Spotify 收聽該節目時，只能聽到純語音的節目內容，無法聽到嵌入在節目中的音樂。

### 家庭方案
KKBOX 2018 年於香港市場推出家庭共享計畫，在 2021年11月也於台灣推出家庭方案，包含「3 人小家庭」與「6 人大家庭」兩種方案，讓每位家庭成員擁有獨立帳號，享有個人化推薦內容、專屬播放清單，累積個人聆聽成就與粉絲徽章。

## 歷史
- 2005年由時任台塑集團董事長王永慶之外孫、王雪齡之子簡民一及史丹佛大學学长林冠羣於台灣創立。
- 2006年2月開始舉辦KKBOX風雲榜。
- 2007年12月榮獲「e-21金網獎」與「96資訊月傑出資訊應用暨產品獎」兩大獎。
- 2008年9月KKBOX 4.0 正式登場。
- 2009年1月推出KKBOX iOS版。
- 2009年9月推出KKBOX Android版。
- 2009年11月23日於香港、澳門開台。[14]
- 2010年售予日本KDDI電信集團 。
- 2011年6月於日本開台。[15]
- 2011年11月KKBOX 5.0 正式登場
- 2013年1月23日於馬來西亞、新加坡開台。[16]
- 2013年6月於泰國開台。
- 2014年8月，獲得新加坡政府投資公司（GIC）1.04億美元的投資[17]。
- 2016年12月退出泰國市場。
- 2020年7月於台灣市場推出KKBOX HiFi無損音質服務。[18]
- 2023年9月KKBOX整併台灣大哥大旗下公司台灣酷樂時代（MyMusic）音樂串流平台，年底前將協助MyMusic用戶轉移到KKBOX。[19]
- 2024年12月31日退出马来西亚市场。

## 版本列表
根據作業平台的不同，KKBOX的軟體可以分為以下類別：

### 個人電腦
- KKBOX Windows－適用於運行Windows（Windows 7 SP1以後版本）的電腦。
- KKBOX Mac OS－適用於運行Mac OS X 10.11或以上的電腦。
- KKBOX Web Player - 免安裝KKBOX軟體，可透過瀏覽器使用KKBOX服務。

### 行動裝置
- KKBOX iOS－適用於運行iOS 13.0或以上的iPhone、iPod Touch與iPad。
- KKBOX Android－適用於運行Android 5或以上的各廠牌裝置。
- KKBOX Windows Phone－適用於Windows 市集及運行Windows 10 Mobile、Windows Phone 8、Windows Phone 8.1的裝置。

### 智慧車用
- KKBOX Apple CarPlay
- KKBOX Android Auto

### 客廳娛樂
- KKBOX Apple TV
- KKBOX Android TV
- KKBOX Chromecast
- KKBOX Xbox
- KKBOX 中華電信MOD

### 穿戴式裝置
- KKBOX Apple Watch
- KKBOX Android Wear

### 已停止服務
- KKBOX隨身聽－適用於限定型號之Nokia音樂手機。
- KKBOX togo（Beta）－適用於Nokia、Sony Ericsson等品牌具有Java功能的部分手機。
- KKBOX PDA－適用於運行Windows Mobile 5／6的PDA。
- KKBOX Symbian－適用於運行Symbian^3或以上的直立式觸控智慧型手機（Nokia為主）。
- KKBOX Bada－適用於Bada平台的手機，於2011年12月上市。
- KKBOX 音樂商店－主要販售無DRM保護AAC格式的320kbps 數位單曲，於2012年4月推出。2017年7月15日起關閉「KKBOX 音樂商店」之下載功能[20]。

## 著作權爭議事件
KKBOX曾經發生數位音樂使用著作權爭議事件，由於傳統唱片市場授權不明問題狀況經常發生，導致衍生數位音樂使用時也常面臨若干問題。

## 外部連結
- KKBOX （页面存档备份，存于）
- Android版本的KKBOX
- iTouchTW- KKBOX.app介紹篇
- KKBOX的Facebook專頁
- KKBOX的Plurk專頁
- KKBOX的X（前Twitter）
- KKBOX 音樂商店（單曲）
- KKBOX 網頁版播放網站 （页面存档备份，存于）